# Episodi di Due fantagenitori (decima stagione)
La decima stagione di Due fantagenitori è andata in onda negli Stati Uniti dal 15 gennaio 2016 al 26 luglio 2017. È l'ultima stagione della serie ed è l'unica ad avere la sigla tradotta in italiano (cantata da Gabriele Lopez e Laura Cosenza).
In Italia è stata trasmessa dal 21 maggio 2016 al 17 febbraio 2017 su Nickelodeon.
| nº | Titolo originale                       | Titolo italiano                 | Prima TV USA      | Prima TV Italia  |
| -- | -------------------------------------- | ------------------------------- | ----------------- | ---------------- |
| 1  | The Big Fairy Share Scare!             | La fantacondivisione            | 15 gennaio 2016   | 21 maggio 2016   |
| 2  | Whittle Me This!                       | Prova a scolpirmi               | 22 gennaio 2016   | 22 maggio 2016   |
| 2  | Mayor May Not                          | Non è un mio problema           | 22 gennaio 2016   | 22 maggio 2016   |
| 3  | Girly Squirrely                        | Ragazza scoiattolo              | 5 febbraio 2016   | 28 maggio 2016   |
| 3  | Birthday Battle                        | Battaglia di compleanno         | 19 febbraio 2016  | 28 maggio 2016   |
| 4  | The Fair Bears                         | Orsetti onesti                  | 26 febbraio 2016  | 29 maggio 2016   |
| 4  | Return of the L.O.S.E.R.S.             | Il ritorno dei perdenti         | 14 giugno 2017    | 29 maggio 2016   |
| 5  | A Sash and a Rash                      | Eruzione della fascia           | 12 settembre 2016 | 4 giugno 2016    |
| 5  | Fish Out of Water                      | Pesce fuor d'acqua              | 12 settembre 2016 | 4 giugno 2016    |
| 6  | Over Flu Over the Crocker's Nest       | La fantainfluenza               | 14 settembre 2016 | 30 gennaio 2017  |
| 6  | Animal Crocker                         | Crocker in estinzione           | 14 settembre 2016 | 30 gennaio 2017  |
| 7  | Booby Trapped                          | Booby in trappola               | 16 settembre 2016 | 31 gennaio 2017  |
| 8  | Blue Angel                             | L'angelo blu                    | 13 settembre 2016 | 1º febbraio 2017 |
| 8  | Marked Man                             | L'alieno                        | 13 settembre 2016 | 1º febbraio 2017 |
| 9  | Clark Laser                            | Codice Cyborg                   | 15 settembre 2016 | 2 febbraio 2017  |
| 9  | Married to the Mom                     | Sposato a mammina               | 15 settembre 2016 | 2 febbraio 2017  |
| 10 | Which Is Wish                          | Scambio di identità             | 21 giugno 2017    | 3 febbraio 2017  |
| 10 | Nuts and Dangerous                     | Pazzo e pericoloso              | 22 febbraio 2017  | 3 febbraio 2017  |
| 11 | Fairy Con                              | Il fantaraduno                  | 28 giugno 2017    | 6 febbraio 2017  |
| 11 | The Hungry Games                       | The Hungry Games                | 12 luglio 2017    | 6 febbraio 2017  |
| 12 | Spring Break-Up                        | Vacanze di Pasqua               | 1º febbraio 2017  | 7 febbraio 2017  |
| 12 | Dimmsdale Daze                         | Mamma per un giorno             | 21 giugno 2017    | 7 febbraio 2017  |
| 13 | Cat-N-Mouse                            | Cat man e Mouse man             | 22 febbraio 2017  | 8 febbraio 2017  |
| 13 | Chip off the Old Crock                 | Il piccolo Crocker              | 28 giugno 2017    | 8 febbraio 2017  |
| 14 | Space Ca-Dad                           | Missione spaziale               | 19 luglio 2017    | 9 febbraio 2017  |
| 14 | Summer Bummer                          | L'estate di Chloe               | 12 luglio 2017    | 9 febbraio 2017  |
| 15 | Hare raiser                            | Il signor Coccole               | 26 luglio 2017    | 10 febbraio 2017 |
| 15 | The Kale Patch Caper                   | La collezione di Chloe          | 8 febbraio 2017   | 10 febbraio 2017 |
| 16 | Dadlantis                              | L'Atlantide di papà             | 26 luglio 2017    | 13 febbraio 2017 |
| 16 | Chloe Rules                            | L'inflessibile Chloe            | 15 febbraio 2017  | 13 febbraio 2017 |
| 17 | Crockin The House                      | La festa                        | 25 gennaio 2017   | 14 febbraio 2017 |
| 17 | Tardy Sauce                            | Niente scuola                   | 15 febbraio 2017  | 14 febbraio 2017 |
| 18 | Knit Wits                              | Crociati in crociera            | 8 febbraio 2017   | 15 febbraio 2017 |
| 18 | Dimmsdale's Got Talent?                | Dimmsdale's got talent?         | 17 giugno 2017    | 15 febbraio 2017 |
| 19 | Certifiable Super Sitter               | La super babysitter             | 18 gennaio 2017   | 16 febbraio 2017 |
| 20 | Goldie-Crocks and the three fair bears | Crockloli d'oro e i tre orsetti | 19 luglio 2017    | 17 febbraio 2017 |
| 20 | Fancy Schmancy                         | Straricchissimi                 | 1º febbraio 2017  | 17 febbraio 2017 |

## La fantacondivisione
Timmy apprende che dovrà condividere Cosmo e Wanda con una nuova ragazza in città, da poco trasferitasi a Dimmsdale e che frequenta la stessa scuola di Timmy, Chloe Charmichael. Quando Chloe apprende che può usare la magia a fin di bene, desidera che ognuno possa condividere qualsiasi cosa, ma così facendo rischia di portare caos e distruzione alla città. Alla fine Timmy risolverà la situazione e accetterà di condividere le sue fate con Chloe e di diventare suo amico.

## Prova a scolpirmi
Quando Catman sospetta che Timmy sia stato rapito, scambia Chloe per Catgirl e si allea insieme a lei per salvare Timmy.

## Non è un mio problema
Quando Timmy desidera che suo padre diventi sindaco di Dimmsdale, i paparazzi non la smettono di tormentarlo e rischia quasi di fare scoprire Cosmo e Wanda.

## Ragazza scoiattolo
Chloe si unisce al gruppo di scout guidato dal padre di Timmy e li aiuta a vincere una medaglia.

## Battaglia di compleanno
Quando Timmy scopre di avere il compleanno nello stesso giorno di Chloe, decide di sfidarla per competere sull'organizzare il migliore dei compleanni fra i due. Timmy e Chloe lo faranno chiamando tutti i loro amici e sfidandosi a una gara di desideri.

## Orsetti onesti
I personaggi dei cartoni animati preferiti di Chloe prendono vita grazie a un suo desiderio e fanno il lavaggio del cervello a Timmy e a Wanda. Spetterà a Chloe e a Cosmo risolvere la situazione.

## Il ritorno dei perdenti
Dopo gli eventi di Perdenti all'attacco, Crocker, Dark Laser e Foop ritornano con un nuovo piano per sconfiggere Timmy. Egli deve allearsi con Chloe per avere salva la vita.

## Eruzione della fascia
Chloe è troppo impegnata nei lavori domestici e ha un'eruzione cutanea. Timmy desidera che lei sia scansafatiche per insegnarle come rilassarsi.

## Pesce fuor d'acqua
Il padre di Timmy vuole pescare un enorme pesce per dimostrare di essere il più abile pescatore di Dimmsdale. Tuttavia le cose si complicano quando Chloe, per aiutarlo, desidera un pesce dalle enormi dimensioni e ribelle.

## La fantainfluenza
Quando Cosmo prende un'influenza magica, starnutisce contro il signor Crocker, che assume poteri magici. Spetterà a Timmy e a Chloe riportarlo alla normalità, viaggiando dentro il suo corpo con Cosmo e Wanda.

## Crocker in estinzione
Chloe desidera che i Crockeroo siano liberi dalle loro gabbie dello zoo di Dimmsdale. Questo sembra un buon desiderio fino a quando però i Crockeroo prendono le bacchette di Cosmo e Wanda e le portano al signor Crocker.

## Booby in trappola
Cosmo e Wanda sono a casa di Chloe sotto forma di sula, e passano la notte lì. Però di notte i genitori di Chloe decidono di portare nel loro habitat i sula, facendo perdere loro le bacchette, così Timmy e Chloe devono salvarli. Sull'isola scoprono che Crocker e sua madre vogliono mangiare i sula e, per sbaglio, anche Timmy e Chloe diventano sula e rischiano la vita, perdendo a loro volta le bacchette. Diversi sula selvatici salvano Timmy, Chloe, Cosmo e Wanda.

## L'angelo blu
L'anti-fantamondo è in pericolo, perché Chloe compie troppe buone azioni, così decidono di affidare a Foop il compito di rendere Chloe cattiva. Foop diventa una ragazzina con un ciondolo magico e ruba gli amici a Chloe, per farla diventare cattiva, senza risultato.

## L'alieno
Timmy presenta Mark a Chloe, che non crede negli alieni, così convincono Mark a mostrarsi nella sua vera forma davanti a tutti, scoprendo però che tutti sono agenti del governo e tentano di rapirlo, fin quando Timmy si finge un alieno e convince tutti a liberarlo minacciando la Terra.

## Codice Cyborg
Timmy salva Flipsie e così Dark Laser è obbligato a fargli da guardia del corpo, ma la situazione degenera, così Timmy decide di smetterla.

## Sposato a mammina
Timmy realizza che per fare diventare buono Crocker deve trovare una fidanzata, così, con l'utilizzo della magia e con l'aiuto di Chloe, crea una fidanzata perfetta per lui, chiamandola Umana. Va tutto bene finché lei non chiede a Crocker di scegliere tra lei e sua madre. Lui sceglie la madre e lei si infuria terribilmente e diventa un mostro, finché non creano un uomo sexy per far dimenticare la rabbia ad Umana.

## Scambio di identità
Mentre Timmy riordina malvolentieri il garage, Chloe gli spiega che deve partecipare alla gara di mangiatori di hamburger, ma non vuole perché è vegetariana. Dopo che Timmy le risponde che odia riordinare, esprime il desiderio di scambiare il suo corpo con quello di Chloe. Le cose si complicano quando i due ragazzini vorrebbero tornare come prima e le bacchette magiche sono andate perse e i genitori di Chloe intendono traslocare insieme alla figlia.

## Pazzo e pericoloso
Per partecipare al Film Festival di Dimmsdale, Timmy, suo padre, Chloe e Catman cercano di girare un film, ma con esiti disastrosi.

## Il fantaraduno
Chloe e Timmy vengono invitati al Fantaraduno. Crocker scopre ciò e, con un suo macchinario, unisce il DNA di Cosmo e Wanda con quello del suo gatto per creare delle fate e, rubando il biglietto di Chloe, sale sul palco dello spettacolo per rapire i fantagenitori. Chloe riesce però a fermarlo e Jorgen, dopo averlo trasformato in un hot dog, premia Chloe acconsentendole di continuare il raduno fino a quando vuole lei.

## The Hungry Games
Dopo che Chloe ha perso un concorso per la partecipazione al sequel di un film chiamato The Hungry Games, Timmy desidera che lei sia per un giorno la supereroina del medesimo film. Qui Chloe, Timmy, Cosmo, Wanda, i signori Turner e il signor Pickles devono fronteggiare Crockerpot (Denzel Crocker), uno spietato tiranno a cui spetta tutto il cibo, mentre i cittadini affamati non possono mangiare niente.

## Vacanze di Pasqua
Durante le vacanze di Pasqua, Timmy e Chloe vanno in campeggio con i rispettivi genitori, ma in modi completamente diversi: la famiglia Charmichael con un carretto trainato da un asino e la famiglia Turner con un camper lussuoso. Mentre le due famiglie viaggiano separatamente, Chloe esprime il desiderio di stare insieme a Timmy. Durante il campeggio la signora Charmichael si arrabbia per i comportamenti antiecologici dei signori Turner, che considerano i Charmichael "aspiranti selvaggi"; Timmy e Chloe devono aiutare i genitori ad accettare le diversità.

## Mamma per un giorno
Chloe vorrebbe andare al luna park, ma i genitori dissentono, così esprime il desiderio di diventare madre, mentre i signori Charmichael diventano suoi figli. Essendo Chloe troppo grande per i fantagenitori, anche Timmy rimane senza Cosmo e Wanda. Chloe si rende presto conto che fare il genitore è più difficile del previsto e deve trovare insieme a Timmy un modo per annullare il desiderio.

## Cat man e Mouse man
Catman si trasferisce in casa Turner, dopo che Wonder Gal, di cui ne è innamorato, gli ha spezzato il cuore. Più tardi Catman diventa accidentalmente vero e Mouseman, il suo nemico giurato, intrappola Timmy, Wonder Gal e un amico di Catman. Il supereroe li salva, e Wonder Gal lo accetta finalmente per quello che è.

## Il piccolo Crocker
Nella classe di Timmy arriva un nuovo compagno di nome Kevin Crocker, nipote di Denzel Crocker. Egli entra in gruppo con Timmy e Chloe per una ricerca di scienze e, su ordine dello zio, approfitta della circostanza per catturare Cosmo e Wanda, ma si rende conto di tenere di più all'amicizia dei nuovi compagni piuttosto che seguire la "tradizione" di famiglia.

## Missione spaziale
Per partecipare a una festa a base di pizza in un ristorante chiamato Lance A Lotta, il signor Turner, Timmy, Chloe e altri tre scout partecipano a una missione di esplorazione dello spazio. Durante il viaggio in astronave, il padre di Timmy causa una serie di problemi, tra cui gettare Cosmo e Wanda nello spazio. Quando il gruppo arriva su un pianeta nano, Timmy e Chloe piantano la bandierina, ma il padre di Timmy ruba la posta a un extraterrestre, che inizia a inseguirli. Si scopre poi che l'alieno vuole invitare il gruppo a mangiare a Lance A Lotta (di cui c'è una filiale sul pianeta), dove Timmy e Chloe re-incontrano Cosmo e Wanda. Quando però l'extraterrestre scopre che il signor Turner ha rubato la sua posta, inizia a inseguire lui e gli altri fuori dal ristorante.

## L'estate di Chloe
Sono appena iniziate le vacanze estive per Timmy e Chloe: mentre il primo intende divertirsi a giocare ai pirati, la seconda intende studiare le particelle subatomiche per partecipare a un programma di ricerca e dare in beneficenza i suoi giocattoli. Più tardi il dottor Studwell spiega a Cosmo, Wanda, Timmy e Chloe che c'è qualcosa che non va nel subconscio di quest'ultima. Andando nel subconscio di Chloe, Timmy e le fate scoprono infatti che la ragazzina si è imposta di crescere troppo in fretta e, grazie a Timmy, Chloe decide di giocare ai pirati anche lei.

## Il signor Coccole
Chloe desidera la libertà del signor Coccole, un coniglietto mascotte della scuola. L'animaletto però è irascibile e diventa grosso dopo aver mangiato le bacchette di Cosmo e Wanda trasformate in carote. Mentre le fate vanno a prendere nuove bacchette, Timmy e Chloe devono fuggire dal coniglio.

## La collezione di Chloe
Chloe colleziona frutti e ortaggi di pezza da quando aveva tre anni; l'unico che le manca è la principessa Pineapple (un ananas), che viene acquistato dal padre di Timmy. Siccome non ci sono altre principesse Pineapple in giro, Timmy e Chloe decidono di rubare quella del signor Turner. Chloe scopre però che dopo questo furto inizierà a darsi al crimine, così decide di restituire il peluche al legittimo proprietario.

## L'Atlantide di papà
Il padre di Timmy suonando i bonghi finisce per provocare un terremoto. Intanto Timmy e Chloe, sotto forma di sirene, vanno ad Atlantide per un progetto di scienze, dove Nettuno chiede loro aiuto per sconfiggere un mostro marino il cui ruggito distrugge l'ambiente. Si scopre ben presto che il mostro marino è il padre di Timmy e che il "ruggito" è in realtà il suono dei bonghi.

## L'inflessibile Chloe
Timmy desidera che Chloe diventi supervisore, ma lei inizia a imporre delle regole severe che Timmy non riesce a rispettare. Timmy, suo padre, Crocker e un gruppo di bambini si alleano per sconfiggere Chloe, che capisce alla fine che l'amicizia è meglio delle regole inflessibili.

## La festa
Crocker darà una B a Timmy se in cambio gli insegna a divertirsi. Il ragazzino e Chloe aiutano quindi il loro insegnante a organizzare una festa.

## Niente scuola
Chloe è determinata ad andare a scuola mentre Timmy, che ha ricevuto una telefonata da parte di Crocker secondo cui le lezioni sono sospese, desidera andare all'inaugurazione della catena di taco Taco the Town. Chloe però dubita che Timmy le faccia marinare la scuola e desidera andarvici. Quando raggiunge la classe scopre che in sua assenza i compagni e Crocker hanno organizzato una festa a sorpresa per lei, avendo battuto il "record internazionale di perfezione scolastica".

## Crociati in crociera
Chloe, Timmy, i signori Turner, Cosmo e Wanda partono per una crociera. Sulla nave Wanda cerca di resistere alle avances di Juandissimo che vuole sposarla e Catman si arrabbia quando scopre Wonder Gal con un suo amico (un gomitolo di lana).

## Dimmsdale's got talent?
Chloe, Timmy, i signori Turner, Kevin e Denzel Crocker partecipano a un talent show, in cui il vincitore avrà come premio una mongolfiera in sua somiglianza. Tutti vengono accettati, tranne Timmy che viene obbligato dal regista dello show, il signor Pickles, a fargli da assistente. Al momento dell'esibizione, però, la giuria decreta vincitore Timmy.

## La super babysitter
Poof fa visita a Cosmo, Wanda e Timmy per le vacanze di primavera, e fa la conoscenza di Chloe. Poof però porta sul posto un suo amico di nome Sammy e Foop; quest'ultimo inganna Cosmo e Wanda invitandoli a mangiare in un ristorante francese, dove in realtà vengono risucchiati in un buco nero. Intanto Chloe, ignara dell'accaduto, si offre di fare da babysitter a Foop, Poof, Sammy, Timmy e suo padre. Durante il babysitting di Chloe, Vicky entra in casa, distrugge la certificazione di Chloe per babysitting e, dopo aver sequestrato il sonaglio di Poof e il biberon di Foop, inizia a torturare tutti quanti. Chloe alla fine decide di combattere contro Vicky e Foop riesce poi a sconfiggerla grazie a uno stratagemma. Successivamente Cosmo e Wanda escono dal buco nero.

## Crockloli d'oro e i tre orsetti
Il padre di Timmy porta il figlio, Chloe e altri tre scout nella foresta nazionale di Dimmsdale senza niente da mangiare, così Timmy desidera un buffet di cibo. Chloe però dissenta e annulla il desiderio di Timmy, per poi desiderare che la magia di Cosmo e Wanda svanisca fino a fine giornata. A complicare la situazione i Fair Bears vogliono mangiare Timmy, suo padre e Chloe.

## Straricchissimi
Chloe vorrebbe festeggiare i tre mesi di amicizia con Timmy, ma i genitori dissentono dopo che il padre di Timmy ha allagato la strada. Timmy e Chloe cercano quindi di stare insieme di nascosto dai genitori.